# 冯村水库
冯村水库是中国陕西省咸阳市三原县境内的一座水库，位于清峪河上，建于1970年。水库正常库容为1125万立方米，集雨面积为160平方千米，海拔为520米。